# Заложник
Заложник е физическо или юридическо лице, задържано със сила против волята си от едната от две воюващи страни с цел постигането на определена цел. Въпреки това в съвременната употреба заложник означава някой, който е отвлечен от престъпен похитител с цел да принуди друго лице като роднина, работодател, правосъдие или правителство да извърши или да не извърши определени действия, често под заплаха от сериозна физическа повреда на задържания или неговото убийство след изтичането на ултиматум.
Практиката на взимане на заложници е известна още от древността. Тя продължава и през Ранното средновековие. Приета е също в началото на периода на британската окупация на Индия, както и от Франция в отношенията ѝ с арабските племена в Северна Африка.
Практиката на вземане на заложници като гаранция за изпълнението на договор между цивилизованите държави вече е остаряло и се счита за престъпление и акт на тероризъм.